# Wray (Colorado)
Wray es una ciudad ubicada en el condado de Yuma en el estado estadounidense de Colorado. En el Censo de 2010 tenía una población de 2342 habitantes y una densidad poblacional de 266,5 personas por km².

## Geografía
Wray se encuentra ubicada en las coordenadas 40°4′48″N 102°13′43″O / 40.08000, -102.22861. Según la Oficina del Censo de los Estados Unidos, Wray tiene una superficie total de 8.79 km², de la cual 8.78 km² corresponden a tierra firme y (0.06%) 0.01 km² es agua.

## Demografía
Según el censo de 2010, había 2342 personas residiendo en Wray. La densidad de población era de 266,5 hab./km². De los 2342 habitantes, Wray estaba compuesto por el 89.03% blancos, el 0.26% eran afroamericanos, el 0.64% eran amerindios, el 0.21% eran asiáticos, el 0% eran isleños del Pacífico, el 8.54% eran de otras razas y el 1.32% pertenecían a dos o más razas. Del total de la población el 16.44% eran hispanos o latinos de cualquier raza.